# Maya Schuldiner

Maya Schuldiner, 2018

Maya Schuldiner (hebräisch מאיה שולדינר; * 15. März 1975 in Israel) ist eine israelische Molekulargenetikerin und Hochschullehrerin am Weizmann-Institut für Wissenschaften.

## Leben und Wirken
Schuldiner studierte ab 1996 Biologie an der Hebräischen Universität Jerusalem. Dort erwarb sie 1998 den Titel Bachelor of Science (B.Sc.) und 1999 den Titel Master of Science (M.Sc.). Im Anschluss war sie als Lehrassistentin am Jerusalemer Institut für Biowissenschaften tätig. 2003 wurde sie dort an der Abteilung für Genetik zur Dr. rer. nat. promoviert. Von 2003 bis 2008 war Schuldiner als Postdoc an der University of California, San Francisco tätig. 2008 kehrte sie an das Weizmann-Institut zurück, wo sie eine Stelle als Assistenzprofessorin antrat. 2015 stieg sie zur außerordentlichen und 2019 zur ordentlichen Professorin auf. Derzeit hat sie den  Dr. Omenn und Martha Darling-Lehrstuhl für Molekulargenetik inne. Im Jahr 2017 wurde ihr die EMBO Gold Medal verliehen. Außerdem ist sie seit 2020 unter anderem Mitglied in der Deutschen Akademie der Naturforscher Leopoldina.
Mit ihrer Forschung erstrebt Schuldiner, ein mechanistisches Verständnis der Grundfunktionen intrazellulärer Organisation herzustellen. Für ihr Forschungsziel, die teilweise noch gänzlich unbekannten Funktionen von Proteinen und die zugrundeliegenden Prozesse zu ergründen, nutzt sie unter anderem Robotik in Kombination mit analytischen Methoden. In ihrem Labor studiert sie das Sortieren und den Transport der Proteine zu den Zellorganellen, insbesondere zu den Peroxisomen, den Mitochondrien und zum endoplasmatischen Retikulum. Für das hierbei relevante Protein Targeting identifizierte Schuldiner zwei neue Wege: Guided Entry of Tail‐anchored proteins (GET) sowie SND (Srp iNDependent) pathways. Auch im Hinblick auf die Kommunikation von Organellen untereinander über die Kontaktstellen ihrer Membranen konnte Schuldiner wesentliche Forschungsergebnisse erzielen, indem sie neue Kontaktstellen, molekulare Bindekräfte und Regulatoren entdeckte und neue Funktionen für ausgewählte Kontakte beschrieb.